# Exorista caerulescens
Exorista caerulescens är en tvåvingeart som beskrevs av Macquart 1850. Exorista caerulescens ingår i släktet Exorista och familjen parasitflugor.
Artens utbredningsområde är Frankrike. Inga underarter finns listade i Catalogue of Life.